# György Apponyi
Georg Apponyi (Presburgo, 29 dicembre 1808 – Malinovo, 28 febbraio 1899) è stato un politico e diplomatico ungherese.
Capo del partito conservatore, entrò in rapporti di amicizia col primo ministro austriaco Metternich, che lo fece vice-cancelliere del regno d'Ungheria (1844) e cancelliere (1847). A seguito dei moti popolari che portarono al declino di Metternich, si dimise (1848). In campo politico, fu attivo per altri nove anni (1860-1869) senza particolari successi.

## Biografia

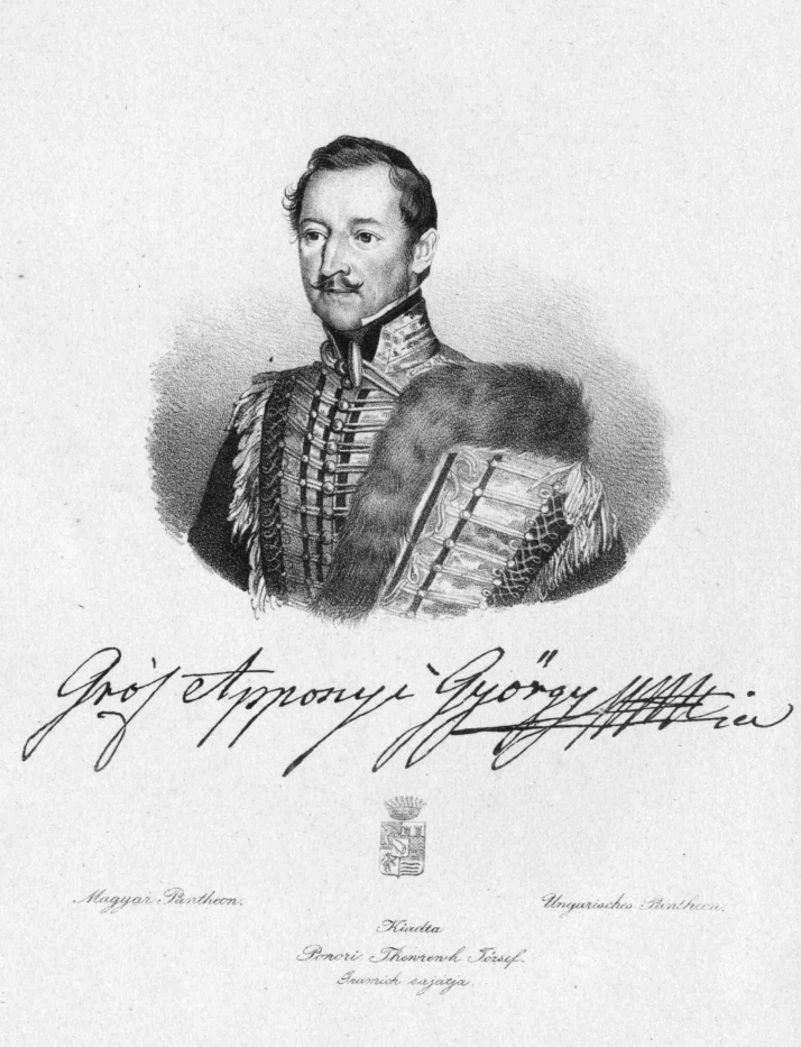
György Apponyi in una stampa d'epoca

György Apponyi era membro della nobile famiglia degli Apponyi. Prestò servizio come segretario della cancelleria di corte ungherese e dal 1843/44 diede inizio anche alla propria carriera politica. Dal 1844 guidò il partito conservatore-aristocratico e si oppose strenuamente a tutti i tentativi nazionalistici ungheresi, in particolare a quelli del Komitatsadministratoren. Non riuscì a trovare un accordo con il leader dell'opposizione, Lajos Kossuth a causa dello scoppio della rivoluzione del 1848/49.
Rimasto senza impieghi in Ungheria a causa della rivoluzione, nel 1859 si ritirò dapprima a vita privata e poi passò a Vienna presso il parlamento dove venne accolto come deputato. Il 20 ottobre 1860 venne nominato Judex Curiae di Pest dove tenne una conferenza per la riorganizzazione della giurisdizione ungherese dopo il periodo rivoluzionario.
Come commissario imperiale, aprì il 6 aprile 1861 il parlamento di Budapest. Dopo la dissoluzione della Dieta (21 agosto), rimase in carica come Judex Curiae. Le speranze in lui riposte per una giusta mediazione tra Austria ed Ungheria fallirono ed egli diede le dimissioni l'8 aprile 1863. Prese parte nuovamente al parlamento dal 1865 divenendo membro della Camera dei Magnati per poi ritirarsi a vita privata presso la propria residenza di Presburgo.
Suo figlio fu Albert Apponyi, speaker della Camera dei Rappresentanti, ministro della religione e dell'educazione e leader del delegazione ungherese alla Conferenza di Versailles che si tenne alla fine della prima guerra mondiale.

## Matrimonio e figli
Il 23 aprile 1840 a Presburgo, sposò la contessa Julia Nagymihályi Sztáray (1820-1871), dalla quale ebbe due figli:
- Georgina (16 marzo 1841 - 22 maggio 1906), sposò il conte Alberto Marzano
- Albert (29 maggio 1846 - 7 febbraio 1933), sposò il 1º marzo 1897 la contessa Clotilde von Mensdorff-Pouilly

## Ascendenza
|                                                         |                                  |                                                        | Genitori                                              |  |  | Nonni |  |  | Bisnonni                             |  |  | Trisnonni                    |  |
|                                                         |                                  |                                                        |                                                       |  |  |       |  |  | György László Apponyi de Nagy-Appony |  |  | Lázár Apponyi de Nagy-Appony |  |
|                                                         |                                  |                                                        |                                                       |  |  |       |  |  | György László Apponyi de Nagy-Appony |  |  | Lázár Apponyi de Nagy-Appony |  |
|                                                         |                                  | Rebecca Viczay de Loós et Hédervár                     |                                                       |  |  |       |  |  | György László Apponyi de Nagy-Appony |  |  |                              |  |
| Antal Apponyi de Nagy-Appony                            |                                  |                                                        |                                                       |  |  |       |  |  | György László Apponyi de Nagy-Appony |  |  |                              |  |
|                                                         |                                  | Maria Franziska Josefa von Lamberg-Sprinzenstein       | Franz Anton von Lamberg-Sprinzenstein                 |  |  |       |  |  |                                      |  |  |                              |  |
|                                                         |                                  | Maria Franziska Josefa von Lamberg-Sprinzenstein       | Franz Anton von Lamberg-Sprinzenstein                 |  |  |       |  |  |                                      |  |  |                              |  |
|                                                         |                                  | Maria Franziska Josefa von Lamberg-Sprinzenstein       | Maria Jozefa Esterházy de Galántha                    |  |  |       |  |  |                                      |  |  |                              |  |
| György Apponyi de Nagy-Appony                           |                                  | Maria Franziska Josefa von Lamberg-Sprinzenstein       |                                                       |  |  |       |  |  |                                      |  |  |                              |  |
|                                                         |                                  | Nikolaus Sebastian zu Lodron-Laterano und Castelromano | Hieronymus Joseph zu Lodron-Laterano und Castelromano |  |  |       |  |  |                                      |  |  |                              |  |
|                                                         |                                  | Nikolaus Sebastian zu Lodron-Laterano und Castelromano | Hieronymus Joseph zu Lodron-Laterano und Castelromano |  |  |       |  |  |                                      |  |  |                              |  |
|                                                         |                                  | Nikolaus Sebastian zu Lodron-Laterano und Castelromano | Anna Margaretha von Wolkenstein-Trostburg             |  |  |       |  |  |                                      |  |  |                              |  |
| Maria Karolina Anna zu Lodron-Laterano und Castelromano |                                  | Nikolaus Sebastian zu Lodron-Laterano und Castelromano |                                                       |  |  |       |  |  |                                      |  |  |                              |  |
|                                                         |                                  | Maria Anna von Harrach zu Rohrau                       | Friedrich August von Harrach-Rohrau                   |  |  |       |  |  |                                      |  |  |                              |  |
|                                                         |                                  | Maria Anna von Harrach zu Rohrau                       | Friedrich August von Harrach-Rohrau                   |  |  |       |  |  |                                      |  |  |                              |  |
|                                                         |                                  | Maria Anna von Harrach zu Rohrau                       | Marie Eleonore von Liechtenstein                      |  |  |       |  |  |                                      |  |  |                              |  |
| György Apponyi von Nagy-Appony                          |                                  | Maria Anna von Harrach zu Rohrau                       |                                                       |  |  |       |  |  |                                      |  |  |                              |  |
|                                                         | István Zichy de Zich et Vásonkeö | János Zichy de Zich et Vásonkeö                        |                                                       |  |  |       |  |  |                                      |  |  |                              |  |
|                                                         | István Zichy de Zich et Vásonkeö | János Zichy de Zich et Vásonkeö                        |                                                       |  |  |       |  |  |                                      |  |  |                              |  |
|                                                         | István Zichy de Zich et Vásonkeö | Maria Anna Theresa von Thalheim                        |                                                       |  |  |       |  |  |                                      |  |  |                              |  |
| Ferenc Zichy de Zich et Vásonkeö                        | István Zichy de Zich et Vásonkeö |                                                        |                                                       |  |  |       |  |  |                                      |  |  |                              |  |
|                                                         |                                  | Maria Anna Cecilia Walburga von Stubenberg             | Karl von Stubenberg                                   |  |  |       |  |  |                                      |  |  |                              |  |
|                                                         |                                  | Maria Anna Cecilia Walburga von Stubenberg             | Karl von Stubenberg                                   |  |  |       |  |  |                                      |  |  |                              |  |
|                                                         |                                  | Maria Anna Cecilia Walburga von Stubenberg             | Maria Leopoldina Breunner                             |  |  |       |  |  |                                      |  |  |                              |  |
| Anna Zichy de Zich et Vásonkeö                          |                                  | Maria Anna Cecilia Walburga von Stubenberg             |                                                       |  |  |       |  |  |                                      |  |  |                              |  |
|                                                         |                                  | Leopold von Kolowrat-Krakowský                         | Philipp von Kolowrat-Krakowsky                        |  |  |       |  |  |                                      |  |  |                              |  |
|                                                         |                                  | Leopold von Kolowrat-Krakowský                         | Philipp von Kolowrat-Krakowsky                        |  |  |       |  |  |                                      |  |  |                              |  |
|                                                         |                                  | Leopold von Kolowrat-Krakowský                         | Maria Barbara Michna z Vacinova                       |  |  |       |  |  |                                      |  |  |                              |  |
| Marie Anna Kolovrat-Krakovská                           |                                  | Leopold von Kolowrat-Krakowský                         |                                                       |  |  |       |  |  |                                      |  |  |                              |  |
|                                                         |                                  | Maria Teresia del Caretto de Millesimo                 | Franz Wenzel del Caretto de Millesimo                 |  |  |       |  |  |                                      |  |  |                              |  |
|                                                         |                                  | Maria Teresia del Caretto de Millesimo                 | Franz Wenzel del Caretto de Millesimo                 |  |  |       |  |  |                                      |  |  |                              |  |
|                                                         |                                  | Maria Teresia del Caretto de Millesimo                 | Marie Anne Thérèse Desfours de Mont                   |  |  |       |  |  |                                      |  |  |                              |  |
|                                                         |                                  | Maria Teresia del Caretto de Millesimo                 |                                                       |  |  |       |  |  |                                      |  |  |                              |  |